# Alkyone (Trachis)

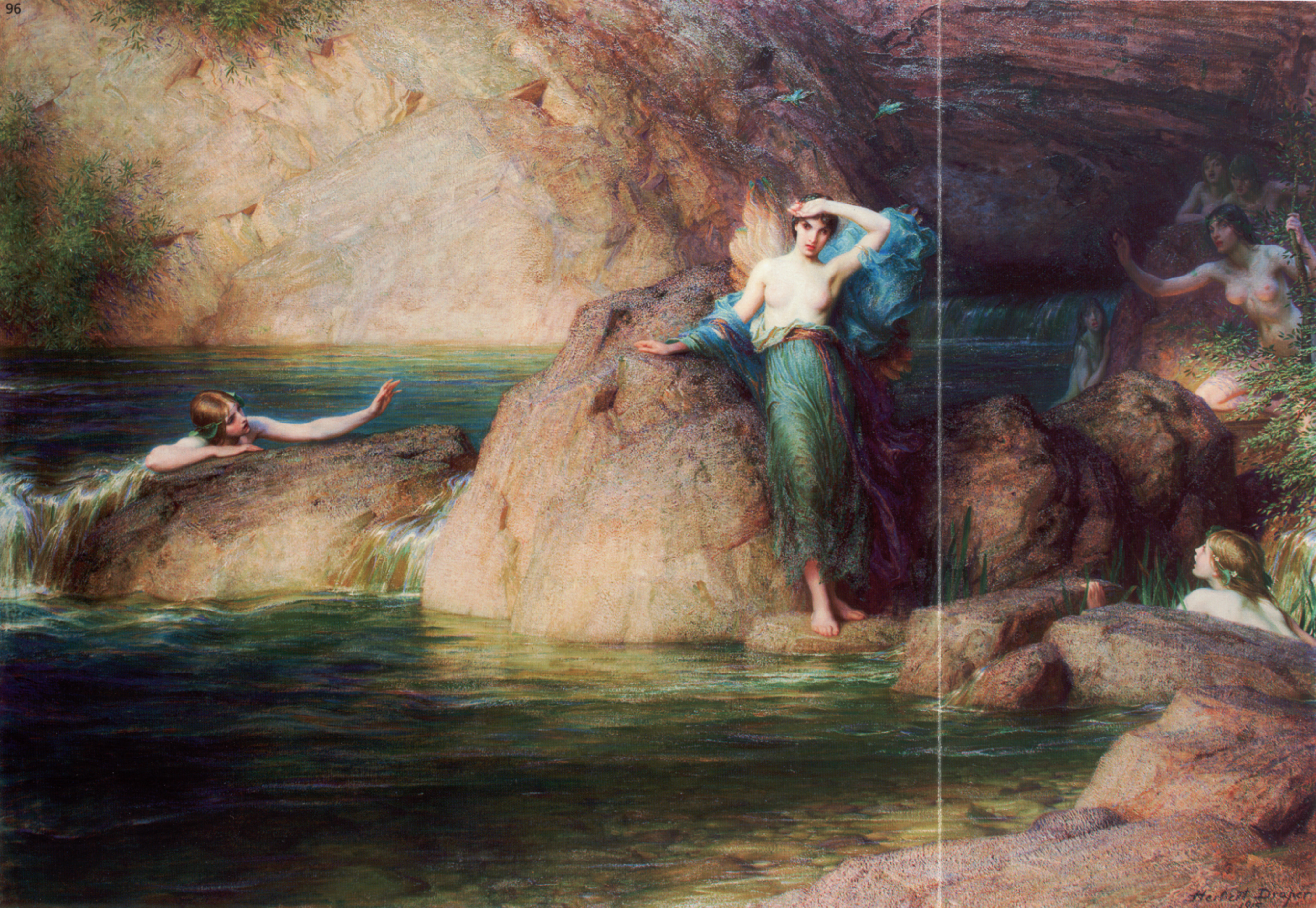
Herbert James Draper: „Halcyone“ (1915)

Alkyone (altgriechisch Ἀλκυόνη Alkyónē oder Ἁλκυόνη Halkyónē), Tochter der Enarete und des Aiolos oder bei Ovid des gleichnamigen Windbeherrschers Aiolos, ist eine Gestalt aus der griechischen Mythologie.

## Mythos
Nach Ovid war Alkyone ihrem Gatten Keyx (lateinisch Ceyx), Sohn des Hesperos, in innigster Liebe verbunden. Eines Tages sah sich Keyx gezwungen, seine Gemahlin zu verlassen, um das Orakel in Klaros aufzusuchen. Alkyone warnte ihren Mann, da sie – als Tochter des Windbeherrschers Aiolos – die Winde und vor allem deren Unberechenbarkeit kannte. Die Umstände, die Keyx bewogen, nach Klaros zu segeln, waren jedoch von solcher Bedeutung, dass er sich nicht von seinem Vorhaben abbringen ließ.
Wie befürchtet, kam der Sturm und das Schiff versank inmitten des Mittelmeeres. Keyx war glücklich, wusste er doch seine Frau in Sicherheit. Als seine Kräfte ihn verließen, seufzte er ein letztes Mal ihren Namen, bevor er ertrank.
Alkyone wartete auf ihren Mann und betete zu den Göttern. Die Götter waren von den Gebeten gerührt, waren sie ja für einen bereits Verstorbenen. Der Traumgott Morpheus wurde beauftragt, Alkyone die Nachricht vom Tod ihres Mannes zu überbringen. Also legte er sich in Keyx’ Gestalt  neben die schlafende Alkyone und flüsterte ihr zu, dass er bereits tot sei. Alkyone wollte nun nicht mehr weiterleben. Am nächsten Morgen ging sie hinunter zum Strand und sah den toten Körper ihres Mannes ans Ufer treiben. Entschlossen, sich das Leben zu nehmen, stürzte sie sich von den Klippen, um sich im Meer zu ertränken. Doch statt im Meer zu versinken, flog sie in Richtung ihres toten Mannes: Die Götter waren gnädig und hatten sie in einen Vogel Halcyone (deutsch Eisvogel) verwandelt. Als sie sich auf den toten Körper ihres Mannes warf, stellte sie fest, dass auch er zu einem Vogel geworden war.
Da sie Tochter des Aiolos war, gewährte dieser zur Brutzeit der Halcyonen, im Dezember, eine siebentägige Windstille, damit sie so in der Lage seien, ihr Nest zu bauen. Sobald der Nachwuchs geschlüpft ist, erheben sich die Wellen erneut und das Meer wird unruhig. Daher auch die Redensart „halkyonische Tage“ für ein stilles schönes Intermezzo inmitten turbulenter Zeiten.